# Hormonreceptor
En hormonreceptor er et receptormolekyle, der modtager et hormon på eller i en målcelle og styrer cellens udvikling eller funktion ved at sende biokemiske signaler rundt i cellen, f.eks. via biokemiske kaskader eller reaktioner til cellekernens gen-niveau for der at styre genekspressionen, se illustrationen og signaltransduktion.
En hormonreceptor binder et bestemt hormon med høj affinitet. Ofte binder en receptor et eller flere andre hormoner med lavere affinitet. Et hormon kan have flere receptorer med hver deres forskellige funktion

## To klasser
Der er to vigtigste klasser af hormonreceptorer. Receptorer for vandopløselige hormoner(aminosyrehormoner, peptidhormoner og proteinhormoner) findes normalt på celleoverfladen og er indbygget i plasmamembranen og betegnes derfor som transmembran-receptorer. Et eksempel på dette er insulinreceptoren. 
Derimod findes receptorerne for de ikke-vandopløselige steroidhormoner normalt i cellekernen eller i cytoplasmaet og benævnes som kernereceptorer, intracellulære eller nukleare receptorer, såsom testosteronreceptoren. 
Binding af et hormon til receptoren igangsætter forskellige signalveje, som i sidste ende føre til ændringer i adfærd i target-cellerne. Se illustrationen og signaltransduktion.

## Eksterne links og henvisninger
- Hormoner. Wikia